# 横井篤文
横井 篤文（よこい あつふみ、1971年 - ）は、日本の教育者。岡山大学副学長（グローバル・エンゲージメント）担当）・教授、ユネスコ（国際連合教育科学文化機関）チェア「持続可能な開発のための研究と教育」第2代チェアホルダー、地球憲章国際審議会委員（在、国連平和大学）などを務める。

## 概要
専攻は建築設計、国際都市計画、持続可能な開発。オランダ政府登録都市計画家取得（Stedenbouwkundige）、一級建築士。
- 1996年 東京都立大学工学部一部建築学科卒業
- 1998年 慶應義塾大学大学院政策・メディア研究科修士課程修了
- 1998年-2003年 株式会社竹中工務店 大阪本店設計部
- 2004年-2005年 慶應義塾大学SFC研究所 訪問研究員
- 2006年-2008年 オランダ・デルフト工科大学建築学部大学院都市工学科専攻修士課程修了（MSc in Urbanism）
- 2009年-2015年 一般社団法人あきら基金（Akira Foundation）共同創設者および共同代表理事
- 2011年-2013年 南アフリカ・ケープタウン大学アフリカ都市研究センター 客員研究員（松下幸之助国際スカラシップ奨学生）[14][15][16]
- 2013年 東京大学大学院工学系研究科先端学際工学専攻（都市環境システム）博士後期課程単位取得満期退学
- 2015年-2021年 岡山大学 学長特命（国際戦略担当）上級グローバル・アドミニストレーター（UGA）
- 2017年-2018年 岡山大学 副理事（国際担当）（併任）
- 2018年-2019年 岡山大学 副学長（海外戦略担当）（併任）
- 2019年-2021年 岡山大学 副学長（特命（海外戦略）担当）（併任）
- 2019年-現在 ユネスコチェア「持続可能な開発のための研究と教育」 第2代チェアホルダー（併任）
- 2021年-現在 岡山大学 グローバル・エンゲージメント・オフィス（OUGEO）教授
- 2021年-現在 岡山大学 グローバル・エンゲージメント・オフィス（OUGEO）ディレクター（併任）
- 2021年-現在 岡山大学 大学院社会文化科学研究科国際社会専攻 教授（兼担）
- 2021年-2023年 岡山大学 上席副学長（特命（グローバル・エンゲージメント戦略）担当）（併任）
- 2023年-現在 岡山大学 副学長（グローバル・エンゲージメント担当）（併任）

## 活動
2018年9月26-28日開催の、皇太子・同妃の成婚を記念して始められた「国際青年交流会議」では、SDGsに関する基調講演および皇太子・同妃の視察を伴うディスカッションのファシリテーターなどを務めている。2020年12月22日、国連平和大学内（United Nations-mandated University for Peace: UPEACE）に設置されている地球憲章国際本部（Earth Charter International: ECI）より地球憲章のグローバルな活動に貢献した人に贈られる「Certificate of Recognition」を受賞。
- 2013年-2014年 東日本大震災復興支援「TOMODACHI米日ユース交流プログラム」カントリー・ディレクター（日本）（在日米国大使館・公益財団法人米日カウンシルージャパン・アメリカンカウンシルズ（ACIE）共催）[24][25]
- 2015年-2019年 次世代リーダー・グローバルサミットOne Young World 日本委員
- 2019年-現在 一般社団法人One Young World Japan Committee 理事[26]
- 2016年-2023年 ミャンマー人材育成支援産学官連携ぷらっとフォーム 共同事務局長[27][28][29]
- 2020年-現在 地球憲章国際審議会委員[30]、地球憲章国際本部（在、国連平和大学）
- 2022年-現在 英国王立技芸協会（RSA, Royal Society of Arts）フェロー（FRSA）[31][32]